# Nicolò Barella
Nicolò Barella (Cagliari, 7 de fevereiro de 1997) é um futebolista italiano que atua como meio-campista. Atualmente, joga pela Internazionale.

## Carreira

### Cagliari
Nascido em Cagliari, Barella foi revelado nas categorias de base do Cagliari. Ele fez sua estreia no Campeonato Italiano no dia 4 de maio de 2015 contra o Parma, substituindo Diego Farias aos 68 minutos, em uma vitória em casa por 4 a 0.

### Internazionale
Disputou seu primeiro Dérbi de Milão no dia 21 de agosto, pela Serie A, onde teve grande atuação dando uma assistência para Romelu Lukaku marcar o segundo gol e decretar a vitória da Inter por 2 a 0.
Nicolò Barella se transformou em um dos principais jogadores da equipe nerazzurri na temporada 2022-23, tendo disputado 52 partidas. Ele marcou nove gols e deu nove assistências.

## Estilo de jogo
De acordo com o técnico Roberto Mancini, Barella recorda Marco Tardelli: "Tem qualidade técnica, chute, não perde a bola, tem um bom cabeceio apesar de não ser alto, nunca desiste, mas deve marcar mais gols."

## Títulos
Internazionale
- Campeonato Italiano: 2020–21 e 2023–24
- Copa da Itália 2021–22 e 2022–23
- Supercopa da Itália: 2021, 2022 e 2023

Seleção Italiana
- Eurocopa: 2020

### Prêmios Individuais
- Melhor Meia da Série A: 2022–23